# Український народний блок (2007)
«Украї́нський Наро́дний Блок» — виборчий блок, створений для участі у дострокових парламентських виборах 2007 року.
Зареєстрований 14 серпня 2007 року. До Блоку увійшли дві політичні партії:
- Всеукраїнська Чорнобильська Народна Партія «За добробут та соціальний захист народу»
- Політична партія «Україна Соборна»

За результатами голосування блок не потрапив до Верховної ради, набравши трохи більше 0,1 %.
Перша п'ятірка мала такий вигляд:
1. Яхеєва Тетяна Михайлівна
2. Уманець Михайло Пантелійович
3. Черняк Володимир Кирилович
4. Шевчук Василь Якович
5. Баранюк Микола Дмитрович